# Hong Kong en los Juegos Olímpicos de Sochi 2014
Hong Kong estuvo representado en los Juegos Olímpicos de Sochi 2014 por un deportista masculino que compitió en patinaje de velocidad en pista corta.
El portador de la bandera en la ceremonia de apertura fue el patinador de velocidad en pista corta Barton Lui. El equipo olímpico hongkonés no obtuvo ninguna medalla en estos Juegos.